# Tommy Quickly
Tommy Quickly geboren als Thomas Quigley, (Liverpool, 7 juli 1945) is een Britse zanger uit de vroege jaren 1960.

## Carrière
Tommy Quickly werd ontdekt door Brian Epstein, toen deze nog zanger was van de band The Challengers. Epstein zag wel in Quickly capaciteiten, echter niet in zijn band. Derhalve stelde hij voor om de bandnaam te hernoemen naar Tommy Quickly & The Stops. Uiteindelijk liet Epstein zijn beschermeling begeleiden door de band The Remo Four. Ook drong hij er bij Quickly op aan om popsongs te vertolken, hoewel diens stem meer geschikt was voor rhythm-and-blues. De eerste single onder de naam Tommy Quickly was Tip of my Tongue, een tot hiertoe niet gepubliceerde John Lennon/Paul McCartney-compositie. Aansluitend ging Quickly op een omvangrijke promotietournee. De single ontpopte zich echter als een flop en Tip of my Tongue bleef de enige Lennon/McCartney-compositie, die zich niet kon plaatsen in de Britse hitlijst. Er volgden drie verdere succesloze singles. Pas de vijfde single Wild Side of Life plaatste zich in oktober 1964 op de 33e plaats van de Britse singlehitlijst. Een zesde single bleef zonder succes. Quickly trok zich derhalve in 1965 volledig terug uit de muziekbusiness.

## Discografie

### Singles
- 1963: Tip of my Tongue
- 1963: Kiss me now
- 1964: Prove it
- 1964: You might as well forget Him
- 1964: Wild side of Life
- 1964: Humpty Dumpty

- International Standard Name Identifier: 0000 0004 6231 2261
- Library of Congress Control Number: no99026496
- MusicBrainz: 39bda9e2-5fa3-4ca7-a3c1-ba8a6477d6d7
- Virtual International Authority File: 63640638
- WorldCat: E39PBJkT96PJHVHXVJmKVDdmh3